# 三一福音神学院
三一福音神学院（Trinity Evangelical Divinity School, TEDS）是一个福音派信仰的基督教神学院，坐落于美国伊利诺斯州的迪尔菲尔德市（Deerfield, 60015）。三一福音神学院是三一国际大学的一部分，也是世界最大的神学院之一，包括1,200多名研究生，其中有大约150名博士生。该校最热门的学位是道学硕士。该校旨在训练牧师、教师、神学家和宣教士并动员他们参与多种事奉。除了道学硕士以外，该校同时提供辅导学、基督教教育和基督教神学等方面的硕士学位课程。 现任神学院院长（dean）为鮑維均博士（David W. Pao）, 而三一国际大学校长 (President) 为 Nicholas Perrin.
三一福音神学院隶属于美国播道会，并被美国和加拿大的神学院校联盟所承认。该校的学术期刊为《三一期刊》（Trinity Journal）。